# Luigi Bommarito
Luigi Bommarito (ur. 1 czerwca 1926 w Terrasini, zm. 19 września 2019 tamże) – włoski duchowny rzymskokatolicki, w latach 1988–2002 arcybiskup Katanii.

## Życiorys
Święcenia kapłańskie przyjął 2 kwietnia 1949. 18 marca 1976 został mianowany biskupem pomocniczym Agrigento ze stolicą tytularną Vannida. Sakrę biskupią otrzymał 1 czerwca 1976. 2 maja 1980 objął urząd ordynariusza. 1 czerwca 1988 został mianowany arcybiskupem Katanii. 7 czerwca 2002 przeszedł na emeryturę.